# Famille Poloubotok

La famille Poloubotok (Полуботки) fait partie des familles aristocratiques polonaises, russe et de l'hetmanat.

## Origine

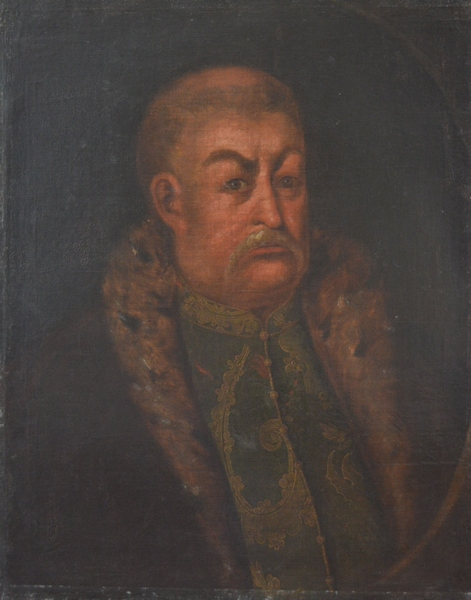
Léontyi par Vladimir Borovikovski.

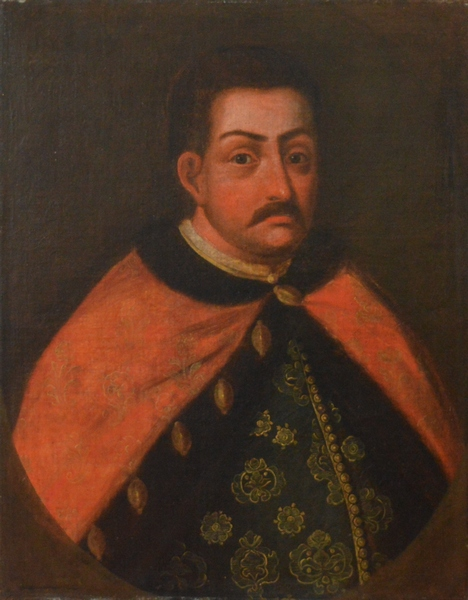
Andriï.

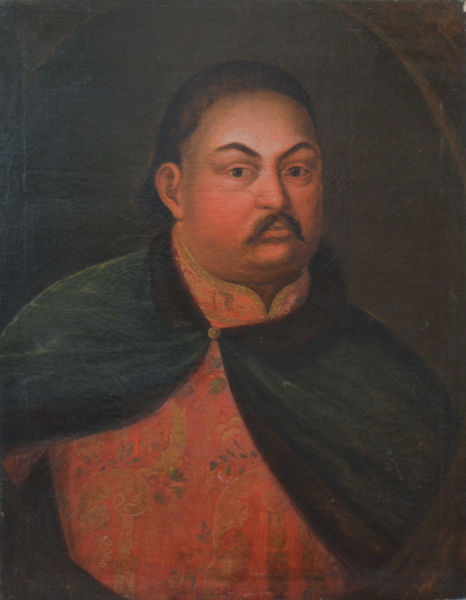
Yakiv.

La famille est connue depuis Yarema Poloubotk, magistrat du district de Tchernihiv en 1637.
Il existe diverses variantes du blason de la famille ayant le cœur et la croix comme partie communes.
- Artemiy Polubotok, fils du précédant et militaire du régiment de Tchernihiv sous Demyan Mnogogrichny.
- Leontyi Polubotok, était un colonel du régiment Pereyaslav fils de Artemiy.
- Pavlo Poloubotok.
- Enfants du précédant : Yakov Poloubotok (? — 1744) mort lors de la Guerre de Succession de Pologne (1733-1738), Andreï Poloubotok (? — 1744), tous deux camarade de Bountchouk (Бунчуко́вый това́рищ) ; Olena Poloubotok (? — 23 avril 1745), Anna Poloubotok (senior) (? — ?).